# Farbokht
Farbokht, Qarabukht, Marbokht ou Perūkbūkt est catholicos de Séleucie et Ctésiphon de 420 à 421.
Il est mentionné dans la chronique de Séert.
Il aurait été consacré grâce à l'influence de Zoroastriens.